# زمان وارسی
زمان وارسی (به انگلیسی: Inspection time) به مدت زمان قرار گرفتن در معرض مورد نیاز برای یک سوژه انسانی برای شناسایی قابل اعتماد یک محرک ساده اشاره دارد. به‌طور معمول یک محرک ساخته‌شده از دو خط موازی با طول متفاوت و در بالا توسط یک نوار متقاطع به هم متصل می‌شود (شبیه به حرف یونانی پی). توانایی تشخیص سریع هویت یک محرک نسبتاً ارثی است و با IQ آزمودنی ارتباط دارد.
اگر پرسیده شود کدام یک از دو خط در شکل زیر درازتر است. در سمت چپ یا راست، تقریباً همه افراد بدون کمبود بینایی می‌توانند در ۱۰۰٪ موارد به درستی پاسخ دهند. با این حال، اگر محرک پس از مدت کوتاهی پوشانده شود، نسبت پاسخ‌های درست با کاهش مدت زمان مواجهه کاهش می‌یابد و تفاوت‌های فردی قابل اعتماد در درصدی که به درستی در فواصل زمانی مختلف شناسایی شده است پدیدار می‌شود.
یک نسخه از محرک‌های زمان بازرسی در زیر (۱) با محرک (چپ کوتاه به عنوان مثال آورده شده) نشان داده شده است که با یک ماسک (۲) جایگزین شده است. (۳) فرصتی را برای آزمودنی نشان می‌دهد تا گزارش دهد که کدام محرک را در اوقات فراغت خود دیده است.

## ژنتیک
زمان وارسی نسبتاً ارثی است. این کار دربارهٔ وراثت‌پذیری IT از گروه نیک مارتین نیز نشان داد که سرعت ادراکی نقش علّی در هوش ندارد، بلکه ضریب هوشی و فناوری اطلاعات بازتابی متمایز از برخی فرآیندهای زیست‌شناختی مشترک هستند.